# Ulasza
Ulasza (arab. أولاشة) – wieś w Syrii, w muhafazie Aleppo. W 2004 roku liczyła 632 mieszkańców.